# Semisonic
Semisonic es una banda estadounidense de rock que vio luz en 1995 en Minneapolis, Minnesota; y acabó en 2003 con el álbum en vivo One Night at First Avenue.
Los integrantes son Dan Wilson como vocalista y guitarrista; John Munson como el bajista y tecladista (y algunas veces también como guitarrista); y Jacob Slichter como baterista.
«Closing Time», lanzado en 1998, es su sencillo más conocido.
La banda anunció su regreso en su cuenta oficial de Instagram en 2018, lanzando también una edición especial por los 20 años de "Great Divide".

## Integrantes

### Formación Actual
- Dan Wilson - vocal, guitarra (1995 - 2001, 2006, 2017 - actualmente)
- John Munson - teclados, bajo (1995 - 2001, 2006, 2017 - actualmente)
- Jacob Slichter - batería (1995 - 2001, 2006, 2017 - actualmente)

## Discografía

### Álbumes de estudio
- 1996: "Great Divide" (MCA Records)
- 1998: "Feeling Strangely Fine" (MCA Records)
- 2001: "All About Chemistry" (MCA Records)
- 2023: "Little Bit of Sun" (Pleasuresonic)

### Sencillos
- "Secret Smile" (US (Alterntive Airplay) #21, US (Adult Alternative Airplay) #17, CAN #30, IRL #26, UK #12)
- "Closing Time" (US (Radio Songs) #11, US (Alterntive Airplay) #1, US (Mainstream Rock) #13, US (Adult Alternative Airplay) #4, AUS #40, CAN #33, IRL #48, NLD #84, NZL #50, UK #25)
- "Down in Flames"
- "If I Run"
- "F.N.T."
- "Singing in My Sleep"
- "Chemistry"
- "Get a Grip"
- "You're Not Alone"
- "Little Bit of Sun/Grow Your Own"
- "The Rope"
- "Out of the Dirt"